# Fastrada
Fastrada (Ingelheim, 765-Fráncfort del Meno, 10 de agosto de 794) fue una noble sajona.  
Fastrada (también escrito Fastrade) nació alrededor del año 765 en Ingelheim, Hesse Renano, Hesse Darmstadt, Alemania, hija del poderoso conde Rodolfo, un conde de Austrasia (también conocido como el conde de Francia oriental Eadolf), y su esposa Eda de Baviera (también conocida como Aleida de Baviera/Beieren).
Fastrada se convirtió en la cuarta esposa de Carlomagno, se casó con él en octubre de 783 en Worms, Alemania, unos pocos meses después de la muerte de la reina Hildegarda. Una posible razón detrás del matrimonio era fortalecer una alianza franca al este del Rin cuando Carlomagno aún estaba luchando contra los sajones. Como esposa de Carlomagno, se convirtió en reina de los francos.
Le dio dos hijos:
- Teodrada Quentin (n. 784, m. en fecha desconocida), abadesa de Argenteuil
- Hiltruda Quentin (n. 787, m. en fecha desconocida).

Fastrada murió el 10 de agosto de 794 en Fráncfort, Alemania, durante el sínodo de Fráncfort y fue enterrada en la abadía de san Alban de Maguncia, mucho antes de que la abadía estuviera terminada. Debido a la influencia del arzobispo Richulfo, no fue enterrada en la basílica de Saint-Denis, el lugar de enterramiento de casi todos los monarcas francos y franceses, ni en la abadía de san Arnulfo cerca de Metz. Después de la destrucción de la abadía de san Alban en 1552, su tumba fue transferida a la catedral de Maguncia, donde puede verse hoy en día en la pared de la nave meridional.
Su papel estilizado fue interpretado por Leland Palmer en el musical Pippin de Stephen Schwartz.